# 唐納德嶺
79°37′S 83°10′W / 79.617°S 83.167°W
唐納德嶺（英語：Donald Ridge）是南極洲的山嶺，位於埃爾斯沃思地，屬於赫里蒂奇嶺中先驅高地的一部分，美國地質調查局根據測量和該國海軍的空中照片繪入地圖，現時由南極條約體系管理。